# ويليام أ. كاي
ويليام أ. كاي هو سياسي أمريكي، ولد في 22 فبراير 1864، وتوفي في 27 نوفمبر 1931. نشط حزبياً في الحزب الجمهوري. وقد انتخب عضو جمعية ولاية ويسكونسن ‏.